# مارسل هیرشر
مارسل هیرشر (انگلیسی: Marcel Hirscher؛ زادهٔ ۲ مارس ۱۹۸۹) اسکی‌باز آلپاین اهل اتریش است.